# Polen op het Eurovisiesongfestival 2014

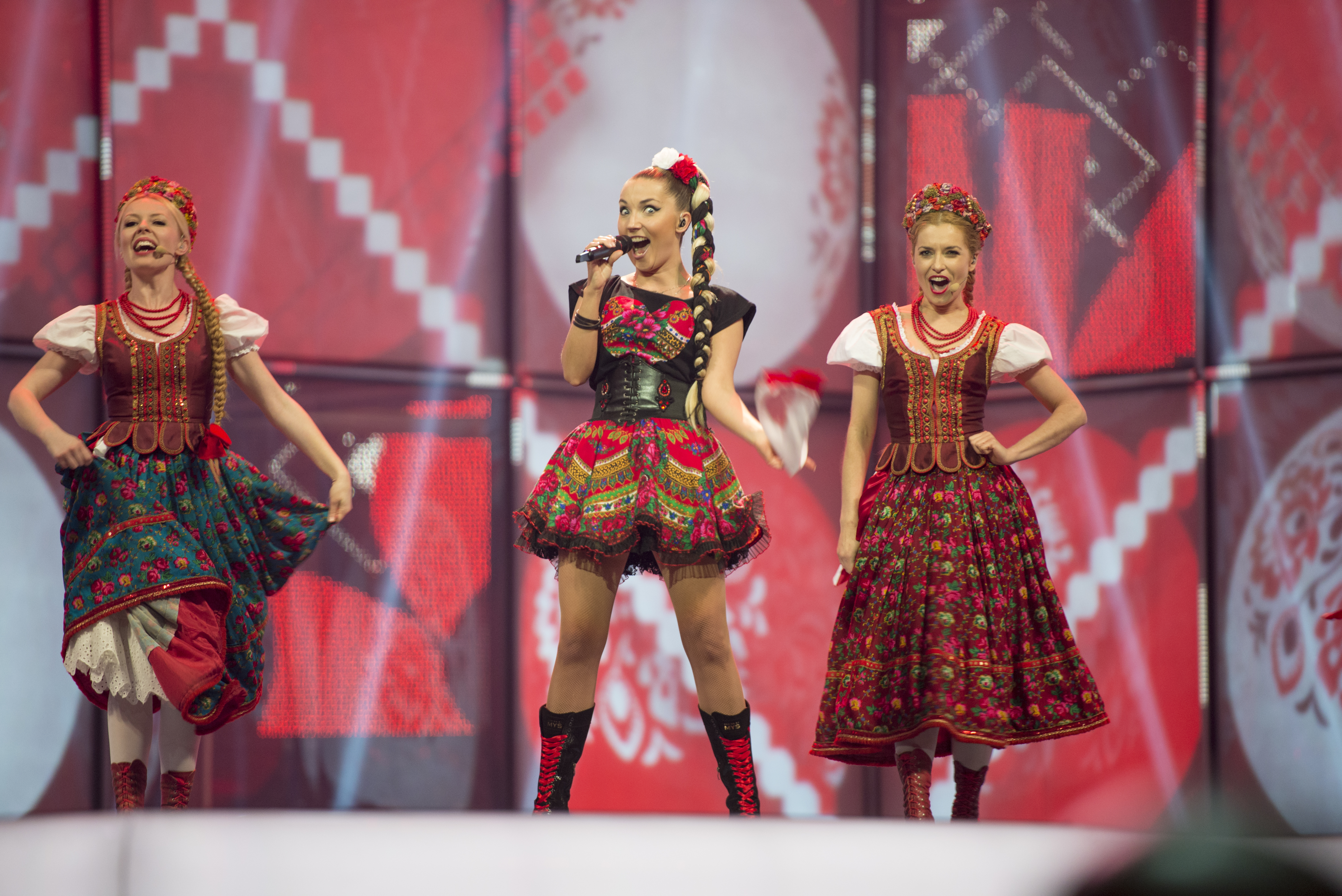
Donatan & Cleo eindigden namens Polen op de veertiende plek in Kopenhagen

Polen nam deel aan het Eurovisiesongfestival 2014 in Kopenhagen, Denemarken. Het was de 17de deelname van het land op het Eurovisiesongfestival. TVP was verantwoordelijk voor de Poolse bijdrage voor de editie van 2014.

## Selectieprocedure
Op 5 december 2013 gaf de Poolse openbare omroep te kennen te zullen deelnemen aan de komende editie van het Eurovisiesongfestival. Hiermee keerde het land terug na twee jaar afwezig te zijn geweest op het Eurovisiesongfestival. Het is in 2014 precies twintig jaar geleden dat Polen zijn glorieuze debuut maakte op het Eurovisiesongfestival. Bij z'n eerste deelname eindigde het land meteen knap tweede, dankzij To nie ja! van Edyta Górniak. Winnen kon Polen tot op heden nog nooit.
Op 25 februari 2014 maakte de Poolse openbare omroep bekend dat het via een interne selectie Donatan & Cleo had aangeduid om het land te vertegenwoordigen op de negenenvijftigste editie van de liedjeswedstrijd. In Kopenhagen vertolkten ze My Słowianie, een lied dat eind 2013 werd uitgebracht en een enorme populariteit had vergaard ten tijde van de interne selectie.

## In Kopenhagen
Polen moest in Kopenhagen eerst aantreden in de tweede halve finale, op donderdag 8 mei. Donatan & Cleo traden als vijfde van vijftien acts aan, na The Shin & Mariko uit Georgië en net voor Conchita Wurst uit Oostenrijk. Bij het openen van de enveloppen bleek dat Polen zich had weten te plaatsen voor de finale. Het was voor het eerst sedert 2008 dat Polen doorstootte naar de eindstrijd. Na afloop van de finale werd duidelijk dat Donatan & Cleo op de achtste plaats waren geëindigd in de tweede halve finale, met 70 punten. Polen kreeg het maximum van twaalf punten van Duitsland.
In de finale traden Donatan & Cleo als negende van 26 acts aan, net na Sergej Ćetković uit Montenegro en gevolgd door Freaky Fortune feat. RiskyKidd uit Griekenland. Aan het einde van de puntentelling stond Polen op de veertiende plaats, met 62 punten. Het was de een na  beste Poolse prestatie op het Eurovisiesongfestival sinds 2003, alleen in 2016 eindigden de Polen op een hogere plaats, 8e. 
1994 · 1995 · 1996 · 1997 · 1998 · 1999 · 2000 · 2001 · 2002 · 2003 · 2004 · 2005 · 2006 · 2007 · 2008 · 2009 · 2010 · 2011 · 2012-2013 · 2014 · 2015 · 2016 · 2017 · 2018 · 2019 · 2020 · 2021 · 2022 · 2023 · 2024 · 2025
Albanië · Armenië · Azerbeidzjan · België · Denemarken · Duitsland · Estland · Finland · Frankrijk · Georgië · Griekenland · Hongarije · Ierland · IJsland · Israël · Italië · Letland · Litouwen · Macedonië · Malta · Moldavië · Montenegro · Nederland · Noorwegen · Oekraïne · Oostenrijk · Polen · Portugal · Roemenië · Rusland · San Marino · Slovenië · Spanje · Verenigd Koninkrijk · Wit-Rusland · Zweden · Zwitserland